# Macronychia xuei
Macronychia xuei är en tvåvingeart som beskrevs av Yu. G. Verves 2005. Macronychia xuei ingår i släktet Macronychia och familjen köttflugor. Inga underarter finns listade i Catalogue of Life.